# Управління інформаційною безпекою
Управління інформаційною безпекою (англ. Security information management, SIM) — термін в індустрії інформаційної безпеки, яким позначають збирання даних на зразок логів в центральний репозиторій для аналізу трендів.